# Sogni di sangue
Sogni di sangue è una raccolta di quattro lunghi racconti scritti da Tiziano Sclavi ed editi da Camunia Editore nel 1992
Contiene due inediti risalenti agli anni 70 e 80, "Il testimone arcano" e "Quante volte tornerai", e altri due ("Un sogno di sangue" e "Un delitto normale") già pubblicati nel 1975 nel volume Un sogno di sangue dalla casa editrice Campironi con lo pseudonimo di Francesco Argento.

## Elenco
1. Un sogno di sangue
2. Il testimone arcano
3. Un delitto normale
4. Quante volte tornerai

## Edizioni
- Tiziano Sclavi, Sogni di Sangue, prima ed., collana Brivido italiano, Camunia, 1992,  p. 340, ISBN 88-7767-138-6.